# Seven de Japón 2013
El Seven de Japón 2013 fue el séptimo torneo de la Serie Mundial de Seven de la IRB 2012-13. Se disputó los días 30 y 31 de marzo de 2013 en el Estadio de Rugby de Chichibunomiya en Tokio, Japón. 16 equipos tomarán parte. Entre ellos, además de los 15 "core teams" un equipo designado por la IRB para este torneo.

## Formato
Los equipos son distribuidos en cuatro grupos de cuatro equipos cada uno. Cada equipo juega una vez contra cada equipo de su grupo. Los dos mejores equipos de cada grupo avanzan al cuadro Cup/Plate. Mientras que los dos últimos equipos de cada grupo van al cuadro Bowl/Shield.

## Fase de grupos

### Grupo A
| Equipo    | Encuentros | Encuentros | Encuentros | Encuentros | Tantos  | Tantos    | Tantos     | Puntos |
| Equipo    | jugados    | ganados    | empatados  | perdidos   | a favor | en contra | diferencia | Puntos |
| --------- | ---------- | ---------- | ---------- | ---------- | ------- | --------- | ---------- | ------ |
| Fiyi      | 3          | 3          | 0          | 0          | 80      | 24        | +56        | 9      |
| Sudáfrica | 3          | 2          | 0          | 1          | 66      | 36        | +30        | 7      |
| España    | 3          | 1          | 0          | 2          | 29      | 73        | −44        | 5      |
| Portugal  | 3          | 0          | 0          | 3          | 21      | 63        | −42        | 3      |

Nota: Se otorgan 3 puntos al equipo que gane un partido, 2 al que empate y 1 al que pierda

### Grupo B
| Equipo         | Encuentros | Encuentros | Encuentros | Encuentros | Tantos  | Tantos    | Tantos     | Puntos |
| Equipo         | jugados    | ganados    | empatados  | perdidos   | a favor | en contra | diferencia | Puntos |
| -------------- | ---------- | ---------- | ---------- | ---------- | ------- | --------- | ---------- | ------ |
| Escocia        | 3          | 2          | 1          | 0          | 36      | 22        | +14        | 8      |
| Estados Unidos | 3          | 1          | 1          | 1          | 46      | 55        | −9         | 6      |
| Gales          | 3          | 1          | 0          | 2          | 65      | 51        | +14        | 5      |
| Kenia          | 3          | 1          | 0          | 2          | 36      | 55        | −19        | 5      |

### Grupo C
| Equipo        | Encuentros | Encuentros | Encuentros | Encuentros | Tantos  | Tantos    | Tantos     | Puntos |
| Equipo        | jugados    | ganados    | empatados  | perdidos   | a favor | en contra | diferencia | Puntos |
| ------------- | ---------- | ---------- | ---------- | ---------- | ------- | --------- | ---------- | ------ |
| Nueva Zelanda | 3          | 3          | 0          | 0          | 89      | 24        | +65        | 9      |
| Francia       | 3          | 1          | 0          | 2          | 50      | 55        | −5         | 5      |
| Canadá        | 3          | 1          | 0          | 2          | 44      | 55        | −11        | 5      |
| Japón         | 3          | 1          | 0          | 2          | 26      | 75        | −49        | 5      |

### Grupo D
| Equipo     | Encuentros | Encuentros | Encuentros | Encuentros | Tantos  | Tantos    | Tantos     | Puntos |
| Equipo     | jugados    | ganados    | empatados  | perdidos   | a favor | en contra | diferencia | Puntos |
| ---------- | ---------- | ---------- | ---------- | ---------- | ------- | --------- | ---------- | ------ |
| Samoa      | 3          | 3          | 0          | 0          | 74      | 49        | +25        | 9      |
| Australia  | 3          | 2          | 0          | 1          | 71      | 45        | +26        | 7      |
| Inglaterra | 3          | 1          | 0          | 2          | 71      | 64        | +7         | 5      |
| Argentina  | 3          | 0          | 0          | 3          | 21      | 79        | −58        | 3      |

## Fase final

### Cuartos de final
| 31 de marzo | Fiyi | 12 - 21 | Australia |  |  |

| 31 de marzo | Nueva Zelanda | 19 - 12 | Estados Unidos |  |  |

| 31 de marzo | Samoa | 12 - 19 | Sudáfrica |  |  |

| 31 de marzo | Escocia | 10 - 14 | Francia |  |  |

### Semifinal
| 31 de marzo | Australia | 17 - 35 | Nueva Zelanda |  |  |

| 31 de marzo | Sudáfrica | 14 - 12 | Francia |  |  |

### Final
| 31 de marzo | Nueva Zelanda | 19 - 24 | Sudáfrica |  |  |

| Bandera de Sudáfrica   |
| Campeón Sudáfrica      |
| 2º título del circuito |